# Hélène Smith
Hélène Smith (nombre real Catherine-Elise Muller, 9 de diciembre de 1861, en Martigny, Suiza-10 de junio de 1929, en Ginebra, Suiza) fue una famosa psíquica suiza de finales del siglo XIX que decía ser la reencarnación de una princesa hindú y María Antonieta. Alegaba también comunicarse con marcianos.

## Biografía

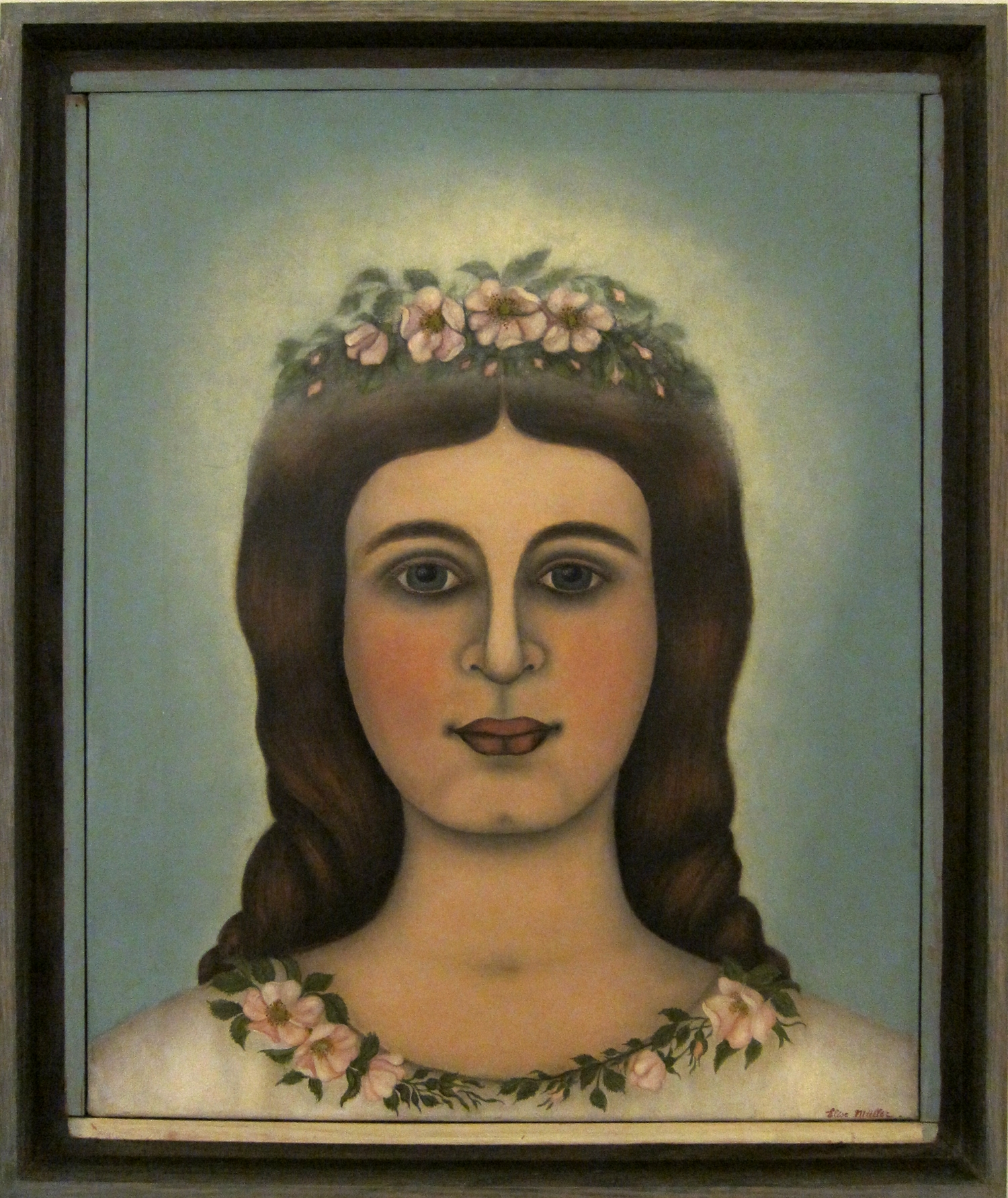
La fille de Jaïrus (1913).

Hija de un comerciante húngaro, Smith trabajó como empleada en una casa comercial. Descubrió el espiritualismo en 1891, uniéndose a un círculo de desarrollo espiritulista. Según sus creyentes, comenzó a mostrar evidencias de habilidades mediúmnicas en 1892, afirmando comunicarse con Victor Hugo y Cagliostro. Llegaría a ser muy conocida en Ginebra y fue allí donde Flournoy la conoció. Su canalización evolucionaría de los usuales golpes y mesas giratorias a trances de sonambulismo, de los cuales no recordaba nada (criptomnesia). Mientras se encontraba en este estado experimentaba imágenes claras de lugares lejanos como una civilización en Marte y de sus vidas primigenias. Transcribiría sus comunicaciones marcianas a papel traduciéndolas al francés, popularizando así la escritura automática.
En 1900, Élise Müller se hizo famosa con la publicación de De la India al planeta Marte por Théodore Flournoy, profesor de psicología en la Universidad de Ginebra. La médium y el psicólogo mantuvieron una estrecha colaboración hasta 1899, cuando Des Indes à la planète Mars fue publicado por primera vez en francés. El libro documentó su variada serie de experiencias en términos de "ciclos románticos"; el ciclo "marciano", ciclo "ultramarciano", y ciclos "hindú", "oriental" y "real". El libro fue muy bien recibido, pero Müller sintió que había sido malinterpretada no colaborando más con Flournoy, quien había retratado sus variados "ciclos" como los productos de lo que consideraba imaginería infantil y su lenguaje marciano como un mero lenguaje elaborado.
En 1900, una cierta señora Jackson, una rica espiritualista americana que estaba impresionada con Müller, la ofreció un salario que la permitiría dejar su trabajo y dedicarse a la búsqueda y documentación de sus experiencias. Müller aceptó y fue capaz de continuar con nuevos ciclos. También comenzó a pintar sus visiones y especialmente las imágenes religiosas de Cristo.
Hélène Smith era conocida por los surrealistas como la musa de la escritura automática. Considerada la evidencia del poder surrealista y un símbolo del conocimiento surrealista.

## Alusiones en la cultura
- La serie de televisión El hombre en el castillo, basada en la novela homónima de Philip K. Dick, alude al personaje del Dr. Daniel Ryan, un analista junguiano, que trata a Helen Smith, en referencia a la paciente de Théodore Flournoy Hélène Smith, que influyó en Carl Gustav Jung.[6][7]